# 詹姆斯·邦德 (鸟类学家)
詹姆斯·邦德（英語：James Bond，1900年1月4日—1989年2月14日）是一位美国鳥類學家，专攻加勒比地区地区的鸟类，1975年获莱迪奖。